# Loxton, South Australia
Loxton är en regionhuvudort i Australien. Den ligger i kommunen Loxton Waikerie och delstaten South Australia, omkring 190 kilometer öster om delstatshuvudstaden Adelaide. Antalet invånare är 539.
Runt Loxton är det mycket glesbefolkat, med 2 invånare per kvadratkilometer.. Närmaste större samhälle är Berri, omkring 19 kilometer norr om Loxton. 
Trakten runt Loxton består till största delen av jordbruksmark. Genomsnittlig årsnederbörd är 320 millimeter. Den regnigaste månaden är februari, med i genomsnitt 54 mm nederbörd, och den torraste är oktober, med 11 mm nederbörd.